# Stockholms ström (elnät)
Stockholm Ström är ett projekt där Svenska Kraftnät, Vattenfall och Ellevio samarbetar för att förstärka och förnya elnätet i Stockholmsregionen. Med en växande befolkning växer också behovet av elektricitet. Under perioden 2010–2050 beräknas folkmängden öka med cirka 30 % till drygt 2,5 miljoner invånare.
Drygt femtio delprojekt ska genomföras. Det är nya markkablar, sjökablar, luftledningar, tunnlar och transformatorstationer. Projektet Stockholms Ström beräknas pågå i 10 år. Särskilt i storstadsområden, där avstånden är korta, bebyggelsen tät och markvärdena höga kan det vara ekonomiskt att ersätta luftledningarna med nedgrävda kablar.
När det nya elnätet är klart kan cirka 150 km luftledningar rivas och en stor del behöver inte ersättas. Kommunerna bidrar ekonomiskt i förhållande till det markvärde som frigörs när luftledningarna rivs. Denna investering kan inkasseras vid markförsäljning.
CityLink-ledningen är viktigast. Den binder samman Stockholmsområdets norra och södra delar från Hagby i Upplands Väsby kommun till Ekudden i Haninge kommun. En 400 kV-ledning i en ring runt regionen och en ny tunnel under centrala Stockholm möjliggör att elen kan matas från flera håll.
20 kommuner i Stockholmsregionen berörs.